# Хироу Файнс-Тифин
Хироу Файнс-Тифин (на английски: Hero Fiennes Tiffin) е английски актьор, модел и продуцент. Той е известен с главната роля на Хардин Скот в поредицата от филми След. Също така е известен с ролята на 11-годишния Том Ридъл, младата версия на антагониста в филма „Хари Потър и Нечистокръвния принц“ от поредицата за Хари Потър, лорд Волдемор.

## Детство
Хироу Файнс-Тифин е роден на 6 ноември 1997 г. в Лондон, син на филмовата режисьорка Марта Файнс и оператора Джордж Тифин. Има по-голям брат – Титан и по-малка сестра – Мърси.

## Кариера
Хироу Файнс-Тифин играе ролята на младия Том Ридъл (младият Волдемор) в „Хари Потър и Нечистокръвния принц“. Печели ролята на кастинг с хиляди млади актьори, явили се на прослушване за ролята, въпреки спекулациите че печели ролята поради връзките на семейството му във филмовата индустрия.
През 2018 г. Хироу изиграва главната роля на Хардин Скот във филма „След“, базиран на книгата със същото име от Анна Тод. Филмът е пуснат през април 2019 г., като в световен мащаб е спечелил 69,7 млн. долара. Отново изиграва ролята на Харди в продължението на филма „След сблъсъка“ който излезе през септември 2020 г.
Хироу Файнс-Тифин има договор в агенцията за модели „Storm Management“ и е модел на известни марки като Dolce & Gabbana , Dior , H&M и Superdry. През ноември 2019 г. е обявен за лицето на новия аромат на Salvatore Ferragamo SpA , Ferragamo .

## Награди
Хироу Файнс-Тифин печели наградата на Teen Choice Awards за Най-добър мъжки актьор в драматичен филм.
|  | Тази страница частично или изцяло представлява превод на страницата Hero Fiennes Tiffin в Уикипедия на английски. Оригиналният текст, както и този превод, са защитени от Лиценза „Криейтив Комънс – Признание – Споделяне на споделеното“, а за съдържание, създадено преди юни 2009 година – от Лиценза за свободна документация на ГНУ. Прегледайте историята на редакциите на оригиналната страница, както и на преводната страница, за да видите списъка на съавторите. ВАЖНО: Този шаблон се отнася единствено до авторските права върху съдържанието на статията. Добавянето му не отменя изискването да се посочват конкретни източници на твърденията, които да бъдат благонадеждни. |